# 355

355(삼백오십오)는 354보다 크고 356보다 작은 자연수다.

## 수학
- 합성수로, 그 약수는 1, 5, 71, 355다. 진약수의 합은 77이므로, 355는 부족수다.
  - 112번째 반소수다. 앞의 반소수는 346, 다음 반소수는 358이다.
- {\displaystyle 355=5^{2}+6^{2}+7^{2}+8^{2}+9^{2}+10^{2}}
  - 연속하는 자연수 6개의 제곱합으로 나타낼 수 있으며, 이 성질을 지닌 앞의 수는 271, 다음 수는 451이다.
- {\displaystyle 72^{4}-1}은 355로 나누어떨어진다.

## 과학
- NGC 355(영어판): 고래자리 방향에 있는 렌즈형은하.

## 교통
- 고속도로 및 국도
  - 오토루트 355호선(프랑스어판): 프랑스의 고속도로.
  - 일본 355번 국도(일본어판): 지바현 가토리시에서 이바라키현 가사마시까지 이어지는 일본의 국도.
- 기타 도로
  - 355번 지방도: 경기도 김포시 양촌읍에서 하성면까지 이어지는 대한민국의 지방도.
  - 현도 제355호선

## 군사
- U-355(영어판, 독일어판): 제2차 세계 대전에 사용된 나치 독일의 군용 잠수함.

## 문화유산
- 대한민국의 보물 제355호: 홍성 신경리 마애여래입상
- 대한민국의 사적 제355호: 대전 계족산성

## 방송
- KT HCN의 메디컬TV 채널 번호.

## 작품
- 《355》(2022): 미국의 첩보 영화.

## 기타
- 연도: 355년, 기원전 355년
- 미국 단위계의 12 액량 온스(12 US fl oz) {\displaystyle \approx } 355 mL